# Поронг-Рі
Поронг Рі (Porong Ri) (7292 м) — найвища вершина за 7 км на північний захід від Шишабангми (8027 м), найнижчого з восьмитисячників. Вершина розташована в хребті Джуган Гімал в Гімалаях на території Тибету (Джуган Гімал часто розглядають як частину Лангтанг Гімал), ближче до кордону Непала.
Поронг Рі є 86-ю по висоті вершиною світу. Поронг Рі досить маловідомий пік, передусім через своє розташування на території Китаю, практично закритого для західних альпіністів до початку 1980-х років. Вершина була підкорена 17 травня 1982 р. японською експедицією (на вершину зійшли два альпіністи).